# Ted McKnight
Theodore "Touchdown Teddy" Robert McKnight (Duluth, 26 febbraio 1954) è un ex giocatore di football americano statunitense che ha militato nel ruolo di running back nella National Football League (NFL).

## Carriera
McKnight fu scelto nel corso del secondo giro (56º assoluto) del Draft NFL 1977 dagli Oakland Raiders. Dopo essere stato svincolato senza mai scendere in campo firmò con i Kansas City Chiefs, guidandoli in yard corse nel 1978, 1979 e 1980. Nel 1978 McKnight guidò la NFL con un record dei Chiefs di 6,0 yard a portata. Concluse la sua carriera nella NFL con 2.344 yard corse e 22 touchdown, disputando un'ultima stagione con i Buffalo Bills nel 1982. Una sua corsa da 84 yard nel 1979 rimane il record di franchigia dei Chiefs.